# Ernst Hartung
Ernst Hartung (Schwechat, 1808 – Vienna, 1º ottobre 1879) è stato un generale austriaco.

## Biografia

### I primi anni
Ernst Hartung nacque nel 1808 a Schwechat presso Vienna, figlio di un ufficiale di stato. Intrapresa la carriera militare entrò a far parte dell'accademia del genio di Vienna dove si diplomò, venendo successivamente assegnato al 1º reggimento di fanteria come Fähnrich il 12 ottobre 1827. Egli prestò servizio in questo reggimento per oltre venti anni, venendo quindi promosso Luogotenente il 15 marzo 1831 e Luogotenente Superiore il 16 agosto 1834 rango nel quale prestò servizio come aiutante per i successivi tre anni. Promosso Capitano Luogotenente il 1º maggio 1841, divenne Colonnello il 1º marzo 1844.

### La prima campagna in Italia (1848-1849)
Allo scoppio della guerra in Italia nel 1848, Hartung si trovava col proprio reggimento a Milano, alle dipendenze del Generale Maggiore Ludwig Edler von Wohlgemuth, nel 1º corpo d'armata del Feldmaresciallo Luogotenente Eugen Wratislaw von Mitrowitz-Nettolitzky. Dopo i combattimenti nelle strade di Milano, dal 18 al 22 marzo di quell'anno, egli partecuipò alla ritirata a Verona come parte del 2º corpo d'armata del Fedlmaresciallo Luogotenente Konstantin d'Aspre von Hoobreuck nella brigata del Generale Maggiore Wilhelm Taxis. Egli prese quindi parte ad una serie di operazioni ritrovandosi il 9 aprile a Valeggio, il 6 maggio a Santa Lucia, il 29 maggio a Curtatone-Montanara, il 3 giugno a Cerlungo ed alla presa di Vicenza il 10 giugno. Hartung si distinse soprattutto in quest'ultima azione a Vicenza e questo accelerò di molto la sua promozione che pervenne il 16 giugno 1848 col grado di Maggiore, posto alle dipendenze del Feldmaresciallo Radetzky ed assegnato al 17º reggimento di fanteria. Come comandante di battaglione, prestò servizio nella Battaglia di Custoza il 25 luglio, scontrandosi con il nemico a Ca di Mari il 30 luglio, a Basiasco e Turano il 2 agosto ed a Milano il 4 agosto. Per i suoi meriti nelle azioni belliche del 1848, il 21 gennaio 1850 venne onorato della Croce al Merito Militare austriaca.
Durante la campagna del 1849 il Maggiore Hartung prese parte all'assalto di Borgo San Siro ed alla Battaglia di Gambolò il 21 marzo di quell'anno. Come parte del 1º corpo d'armata, egli prestò servizio nelle brigate dei generali maggiori Strassoldo, Pfannzelter e dell'Arciduca Ernesto. Egli partecipò alle azioni di Bologna dall'8 al 15 maggio e fu ad Ancona dal 5 al 18 giugno. Durante questa campagna venne decorato, il 31 marzo, con la croce di Cavaliere di III Classe dell'Ordine della Corona Ferrea e promosso colonnello Luogotenente al 1º agosto. Egli venne temporaneamente assegnato allo staff di Radetzky come aiutante generale per tre mesi, per poi essere promosso il 5 marzo 1850 al grado di Colonnello, venendo assegnato al 23° reggimenti di fanteria del quale poco dopo divenne comandante.

### La seconda campagna in Italia (1859)
Promosso Generale Maggiore il 25 settembre 1854, egli assunse il comando di una brigata a Vienna e guidò la compilazione del nuovo regolamento di servizio per l'esercito austriaco. Nella campagna del 1859 contro Francia e Piemonte, guidò la propria brigata (consistente nel 14º reggimento di fanteria "Hessen" e nel 23º battaglione di cacciatori), sottoposto alla 3ª armata del Feldmaresciallo Luogotenente Edmund Schwarzenberg, partecipò alle azioni militari a Valenza il 3 maggio e poi nella Battaglia di Magenta del 4 giugno, prendendo poi parte alla Battaglia di Solferino e San Martino il 24 giugno di quello stesso anno. Per il valore dimostrato in entrambi i conflitti (anche se la vittoria non fu austriaca), ottenne la croce di Cavaliere di II Classe dell'Ordine della Corona Ferrea per Magenta e quella di Cavaliere dell'Ordine di Leopoldo per Solferino. Alla conclusione degli scontri del 1859, divenne membro della commissione responsabile di redigere un nuovo regolamento per la fanteria.

### Gli anni dopo la seconda guerra d'indipendenza italiana
Il 15 agosto 1862 venne nominato comandante del litorale austriaco e dell'Istria, con quartier generale a Trieste e venne promosso Feldmaresciallo Luogotenente il 13 agosto 1863. Egli venne nominato "ad honorem" colonnello del 47º reggimento di fanteria il 12 maggio 1864. Quando nell'inverno del 1865 a Trieste scoppiò una grande epidemia di colera, Hartung prese delle misure energiche per tempo e la malattia venne debellata per tempo, ricevendo una nota di apprezzamento dall'Imperatore in persona assieme agli auguri di natale il 25 dicembre 1865.
Con lo scoppio della guerra austro-prussiana ed in Italia nel 1866, Hartung assieme al Feldmaresciallo Luogotenente von Maroičić ed al Generale Maggiore von Rodich venne impiegato come comandante di corpo d'armata, gestendo il IX corpo sotto il comando dell'Arciduca Alberto nelle armate del sud. Il 29 agosto 1866, venne insignito della croce di Cavaliere dell'Ordine Militare di Maria Teresa, oltre a godere del titolo di Consigliere Privato dell'Imperatore. Il 20 marzo 1868 venne nominato comandante generale di Vienna e promosso Feldzeugmeister il 22 aprile dello stesso.
Il 19 febbraio 1869 divenne Cavaliere di I Classe dell'Ordine della Corona Ferrea e si ritirò dal servizio militare il 1º marzo di quello stesso anno. Nominato dall'Imperatore senatore nel senato imperiale, si concentrò essenzialmente nelle questioni militari.
Ernst Hartung morì il 1º ottobre 1879 a Vienna.